# اورپلت
شهر اورپلت (به فرانسوی: Overpelt) در شهرستان مزک در استان لمبورگ در منطقه فلاندری در کشور بلژیک واقع شده‌است.